# Elias Pettersson
Fredrik Elias Pettersson (* 12. November 1998 in Sundsvall) ist ein schwedischer Eishockeyspieler, der seit Mai 2018 bei den Vancouver Canucks in der National Hockey League unter Vertrag steht. Im NHL Entry Draft 2017 wurde er an fünfter Position von den Canucks ausgewählt und beendete die Saison 2018/19 mit der Calder Memorial Trophy als Rookie des Jahres. Zuvor spielte er in seiner Heimat unter anderem für die Växjö Lakers, mit denen er schwedischer Meister wurde und zahlreiche individuelle Auszeichnungen erhielt. Mit der schwedischen Nationalmannschaft gewann der Center die Goldmedaille bei der Weltmeisterschaft 2018.

## Karriere
Elias Pettersson wurde in Sundsvall geboren und wuchs im etwa 100 Kilometer entfernen Ånge auf, wo er in seiner Jugend für den Ånge IK spielte. Anschließend wechselte er in die Nachwuchsabteilung des Timrå IK, für dessen J20 er ab der Saison 2014/15 in der J20 SuperElit auflief, der höchsten Juniorenliga Schwedens.  Bereits im Verlauf der Spielzeit 2015/16 debütierte der Angreifer für das Herrenteam des Vereins in der Allsvenskan, der zweithöchsten schwedischen Liga und somit im Profibereich. Nachdem er im Folgejahr 41 Scorerpunkte in 43 Spielen für Timrå erzielt hatte, wurde der Schwede als eines der herausragenden Talente für den anstehenden NHL Entry Draft 2017 gehandelt, so schätzte ihn der Central Scouting Service der National Hockey League (NHL) auf Rang zwei der europäischen Feldspieler ein. Im eigentlichen Draft wurde er in der Folge an Position fünf von den Vancouver Canucks ausgewählt.
Bereits im April 2017 hatte Pettersson einen Dreijahresvertrag bei den Växjö Lakers unterzeichnet und war somit in die Svenska Hockeyligan (SHL) gewechselt. In der höchsten schwedischen Profiliga gelang ihm prompt der Durchbruch, sodass er mit zahlreichen Auszeichnungen geehrt wurde. In der regulären Saison führte er die gesamte Liga in Scorerpunkten (56) und in der Plus/Minus-Wertung (+27) an, sodass man ihn mit dem Guldpucken als MVP sowie als besten Stürmer der SHL auszeichnete. Zugleich stellte er einen neuen Rekord für die meisten Punkte eines U20-Spielers in der höchsten schwedischen Spielklasse auf, der zuvor von Kent Nilsson gehalten wurde (53 Punkte; Saison 1975/76). Demzufolge erhielt er den Titel des Årets nykomling als Rookie des Jahres. Neben seinen persönlichen Erfolgen gewann der Angreifer auch die schwedische Meisterschaft mit den Växjö Lakers, woran er mit den meisten Toren (9) und Punkten (19) der Playoffs maßgeblichen Anteil hatte. Infolgedessen wurde Pettersson mit der Stefan Liv Memorial Trophy als Playoff-MVP ausgezeichnet, wobei die Wahl der 14-köpfigen Jury erstmals in der Historie des Preises einstimmig war.
Im Mai 2018 unterzeichnete Petterson schließlich einen Einstiegsvertrag bei den Vancouver Canucks. In der folgenden Saisonvorbereitung erarbeitete er sich einen Platz im Aufgebot der Canucks und debütierte schließlich im Oktober 2018 in der NHL. Trotz einer Verletzungspause und nur acht absolvierten Partien führte er die Rookies der Liga am Ende des Monats mit zehn Scorerpunkten an und wurde infolgedessen als NHL-Rookie des Monats geehrt. Zwei Monate später wurde ihm die Auszeichnung erneut zuteil, bevor er die Saison mit 28 Toren, 38 Vorlagen und 66 Punkten beendete und somit die Rookie-Scorerliste in allen drei Kategorien anführte. Demzufolge erhielt er am Ende der Spielzeit auch die Calder Memorial Trophy als Rookie des Jahres und wurde zudem ins NHL All-Rookie Team gewählt. Seine statistische Leistung bestätigte er im Folgejahr 2019/20 mit 66 Punkten aus 68 Partien.
Nach der Saison 2020/21, von der er knapp die Hälfte aufgrund einer Handgelenksverletzung verpasste, unterzeichnete er im Oktober 2021 als Restricted Free Agent einen neuen Dreijahresvertrag in Vancouver, der ihm ein durchschnittliches Jahresgehalt von ca. 7,4 Millionen US-Dollar einbringen soll. In der Saison 2022/23 steigerte er seine Leistungen deutlich auf 102 Punkte aus 80 Partien, sodass er erstmals die Marke von über 1,0 Punkten pro Spiel übertraf und sich zudem unter den besten 10 Scorern der Liga platzierte. Anschließend unterzeichnete er im Februar 2024 einen neuen Achtjahresvertrag mit einem Gesamtvolumen von 92,8 Millionen US-Dollar bei den Canucks. Dieser tritt mit Beginn der Saison 2024/25 in Kraft und würde ihn zum Zeitpunkt der Unterzeichnung mit einem Jahresgehalt von 11,6 Millionen US-Dollar zu einem der fünf bestbezahlten Spieler der Liga machen.

### International
Erste internationale Erfahrungen sammelte Pettersson mit der schwedischen U18-Auswahl, mit der er jeweils die Silbermedaille beim Ivan Hlinka Memorial Tournament 2015 sowie bei der U18-Weltmeisterschaft 2016 gewann. Anschließend nahm er mit der U20-Nationalmannschaft an den U20-Weltmeisterschaften 2017 und 2018 teil, wobei er mit dem Team 2018 eine weitere Silbermedaille errang. Sein Debüt für die A-Nationalmannschaft seines Heimatlandes gab der Angreifer im Rahmen der Euro Hockey Tour 2017/18, bevor er wenig später auch zu deren Aufgebot bei der Weltmeisterschaft 2018 gehörte. Dort gewannen die Tre Kronor den Weltmeistertitel, wobei sich Pettersson jedoch in der Vorrunde den linken Daumen brach und nach fünf absolvierten Partien für den Rest des Turniers ausfiel.

## Erfolge und Auszeichnungen
| - 2018 Schwedischer Meister mit den Växjö Lakers - 2018 Guldpucken - 2018 Bester Stürmer der Svenska Hockeyligan - 2018 Årets nykomling - 2018 Stefan Liv Memorial Trophy - 2018 NHL-Rookie des Monats Oktober - 2018 NHL-Rookie des Monats Dezember | - 2019 Teilnahme am NHL All-Star Game - 2019 Calder Memorial Trophy - 2019 NHL All-Rookie Team - 2020 Teilnahme am NHL All-Star Game - 2023 Teilnahme am NHL All-Star Game - 2024 Teilnahme am NHL All-Star Game |

### International
- 2015 Silbermedaille beim Ivan Hlinka Memorial Tournament
- 2016 Silbermedaille bei der U18-Weltmeisterschaft
- 2018 Silbermedaille bei der U20-Weltmeisterschaft
- 2018 Goldmedaille bei der Weltmeisterschaft

## Karrierestatistik
Stand: Ende der Saison 2023/24

### International
Vertrat Schweden bei:
| - Ivan Hlinka Memorial Tournament 2015 - U18-Junioren-Weltmeisterschaft 2016 - U20-Junioren-Weltmeisterschaft 2017 - U20-Junioren-Weltmeisterschaft 2018 | - Weltmeisterschaft 2018 - Weltmeisterschaft 2019 - 4 Nations Face-Off 2025 |

(Legende zur Spielerstatistik: Sp oder GP = absolvierte Spiele; T oder G = erzielte Tore; V oder A = erzielte Assists; Pkt oder Pts = erzielte Scorerpunkte; SM oder PIM = erhaltene Strafminuten; +/− = Plus/Minus-Bilanz; PP = erzielte Überzahltore; SH = erzielte Unterzahltore; GW = erzielte Siegtore; 1 Play-downs/Relegation; Kursiv: Statistik nicht vollständig)

## Persönliches
Sein älterer Bruder Emil Pettersson (* 1994) ist ebenfalls Eishockeyspieler, lief in der SHL auf und wurde im NHL Entry Draft 2013 von den Nashville Predators berücksichtigt.